# جیمز پیرسون بکورث
جیمز پیرسون بکورث (James Pierson Beckwourth) (نام هنگام تولد: بک‌ویث) (Beckwith)‏ (۲۶ آوریل ۱۷۹۸‏: 30  یا ۱۸۰۰–۲۹ اکتبر ۱۸۶۶ یا ۱۸۶۷)، مرد کوهستان، تاجر خز و کاوشگر آمریکایی بود. بکورث به دلیل مهارتش در مبارزه به «خونین بازو» معروف بود. او از نژاد مختلط داشت و در نظام برده‌داری در ویرجینیا به دنیا آمد. او توسط پدر (و صاحب) سفید پوستش آزاد شد و نزد یک آهنگر شاگردی کرد تا بتواند این وظیفه را حرفه‌ای بیاموزد.
بکورث در جوانی به غرب آمریکا رفت و ابتدا با تاجران خز در سنت لوئیس ارتباط برقرار کرد. او به عنوان یک تله‌گذار خز، سال‌ها با «کرو نِیشن» زندگی کرد. وی در طول سال‌های تب طلای کالیفرنیا، گذرگاه بکورث از راه سیرا نوادا، میان رنوی نوادا امروزی و پورتولای کالیفرنیا را کشف کرد. او مسیر بکورث را که هزاران شهرک نشین از آن برای رسیدن به مرکز کالیفرنیا استفاده می‌کردند، بهبود بخشید.
بکورث قصه زندگی خود را برای توماس دی. بونر که به عنوان «قاضی دوره‌گرد صلح» شناخته می‌شود، روایت کرد. بونر یک سخنران اعتدال‌گرا و روزنامه‌نگار بود که طبق آنچه در مقدمه عنوان کرده، وقتی بکورث تصمیم گرفت خاطراتش را دیکته کند، وی به‌طور تصادفی در در هتل روستایی بکورث در کالیفرنیا حضور داشته‌است. این کتاب در سال ۱۸۵۶ در شهر نیویورک و لندن با عنوان زندگی و ماجراهای جیمز پی بکورث: کوهنورد، پیشاهنگ و پیشگام و رئیس کرو نِیشن سرخ‌پوستان منتشر شد. در سال ۱۸۶۰ ترجمه‌ای از این اثر در فرانسه به چاپ رسید.
از همان ابتدا اعتبار زندگی‌نامه بکورث زیر سؤال رفت. یکی از ویراستاران اینگونه نقل می‌کند که «کسی در مورد او گفت که برخی از انسان‌ها را نمی‌توان باور کرد، اما جیم از آن دسته افرادی است که هیچگاه حرف‌هایش قابل باور کردن نیست». «من از نزدیک جیم را می‌شناختم. او بزرگ‌ترین دروغگویی است که من تا به حال دیده‌ام». در یک بررسی نیز به او لقب «تخیلی» داده شد:: 7 
بخش‌هایی از داستان مرا یاد «داستان ماهی» می‌اندازد. آقای بکورث یا راوی او بر اساس سلیقه خودشان عمل کرده‌اند. واقعاً مضحک است که او چگونه چنین انبوه ناهماهنگی از مطالب را از ذهنش بیرون آورده و بدون حضور یک شخص مخالف، آنها را کنار هم قرار داده‌است.
الینور ویلسون از روایت بکورث به‌عنوان منبع ارزشمند تاریخ اجتماعی، به‌ویژه برای زندگی‌اش در میان «کرو نیشن»، دفاع کرده‌است، اما همچنان معتقد است که همه جزئیات آن قابل اعتماد یا دقیق نیستند. در دهه ۱۹۶۰ جنبش حقوق مدنی از بکورث به عنوان یک پیشگام اولیه آفریقایی-آمریکایی تجلیل کرد. از آن زمان او به‌عنوان یک الگو در ادبیات کودک و کتاب‌های درسی معرفی شد.